# Стоктон (Калифорнија)
Стоктон (енгл. Stockton) град је у америчкој савезној држави Калифорнија. По попису становништва из 2010. у њему је живело 291.707 становника.

## Демографија
Према попису становништва из 2010. у граду је живело 291.707 становника, што је 47.936 (19,7%) становника више него 2000. године.
|                   | 2010.            | 2000.            |
| Укупно            | 291 707 (100,0%) | 243 771 (100,0%) |
| Хиспаноамериканци | 117 590 (40,31%) | 79 217 (32,50%)  |
| Белци             | 66 836 (22,91%)  | 78 539 (32,22%)  |
| Азијати           | 62 716 (21,50%)  | 48 506 (19,90%)  |
| Афроамериканци    | 35 548 (12,19%)  | 27 417 (11,25%)  |
| Остали            | 9 017 (3,091%)   | 10 092 (4,140%)  |

## Партнерски градови
- Шизуока
- Iloilo City
- Емпалме
- Фошан
- Парма
- Батамбанг
- Asaba